# Pedro Zerolo
Pedro Javier González Zerolo (Caracas, 20 de julio de 1960-Madrid, 9 de junio de 2015), más conocido como Pedro Zerolo, fue un político y activista LGBT español, miembro de la Ejecutiva Federal del Partido Socialista Obrero Español (PSOE) y secretario de Movimientos Sociales y Relaciones con las ONG del mismo partido.
Zerolo está considerado como uno de los más destacados activistas LGBT por su labor como promotor de la ampliación del derecho al matrimonio y a la adopción de parejas homosexuales en España, y un icono de la comunidad LGBT en su país.

## Biografía
Nació en Venezuela en el seno de una familia natural de Canarias, concretamente de la isla de Tenerife. En Venezuela su padre (Pedro González González, 7 de enero de 1927-14 de mayo de 2016) se encontraba exiliado, y ejercía como docente en el Liceo de Barquisimeto y en la Escuela de Artes Plásticas de Caracas. Pedro González fue, además, el primer alcalde de San Cristóbal de La Laguna (Tenerife, Canarias) en tiempos de democracia y conocido pintor.
Pedro Zerolo estudió Derecho en la Universidad de La Laguna, en la isla de Tenerife, en donde pasó su infancia y adolescencia. Tras licenciarse se trasladó a Madrid, donde amplía estudios centrados en el análisis del derecho comparado. Al mismo tiempo colabora con el sacerdote católico Enrique de Castro en un proyecto de ayuda a personas en situación de vulnerabilidad del barrio madrileño de Entrevías.
Fue uno de los activistas más conocidos del movimiento LGBT y fue, desde 2003, concejal en el Ayuntamiento de Madrid.
El 1 de octubre de 2005 contrajo matrimonio con Jesús Santos, gracias a la ley que permite el matrimonio igualitario en España.
El 9 de junio de 2015 falleció víctima de un cáncer de páncreas, del que había sido diagnosticado en diciembre de 2013.

## Ámbito profesional
Vinculado desde siempre al Partido Socialista, nació en Venezuela el 20 de julio de 1960, aunque creció en Tenerife y tras sus estudios universitarios se trasladó a Madrid donde comenzó a colaborar en proyectos sociales, entre ellos el del sacerdote Enrique de Castro para ayudar a personas en situación de vulnerabilidad en el barrio de Entrevías.

### Abogado
Como abogado en 1992 pasa a formar parte de la asesoría jurídica de Cogam (en ese momento Colectivo Gay de Madrid). A finales de 1993, es elegido presidente del colectivo. Luego colabora como asesor jurídico de la Federación Estatal de Gays y Lesbianas. 
En 1998 es elegido presidente de Cogam. Fue reelegido en los años 2000 y 2002.

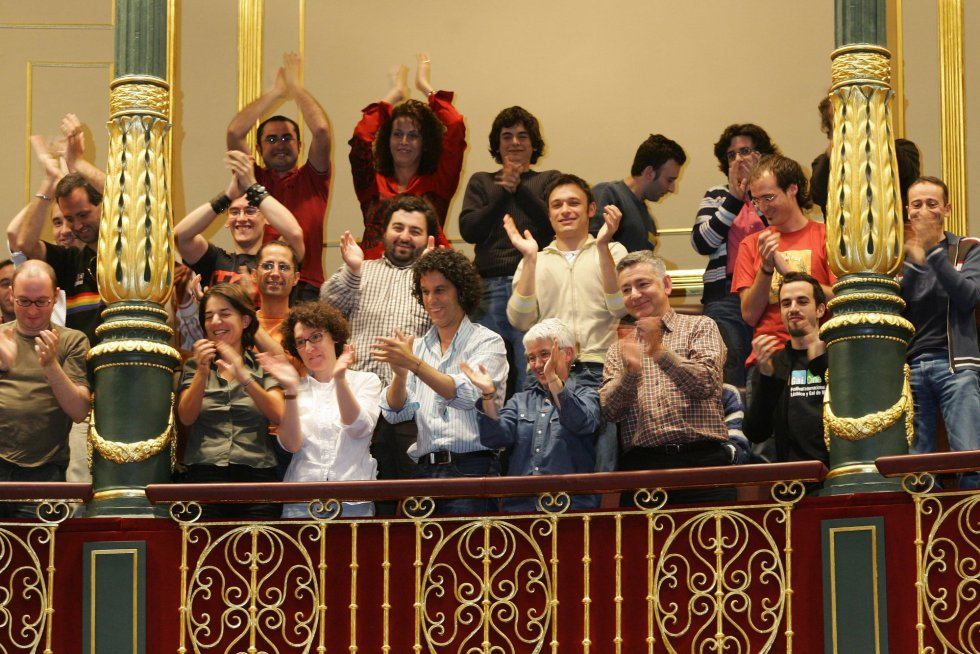
En el Congreso de los Diputados.

Uno de los principales promotores dentro del Partido Socialista de la defensa de los derechos LGTB en el Congreso de los Diputados. Ha comparecido en el Senado como ponente, para denunciar la discriminación de la comunidad homosexual española.
Especialmente relacionado con la propuesta de Izquierda Unida y PSOE, sobre la Ley de Parejas de Hecho, su colaboración fue clave en las negociaciones entre el gobierno y la oposición, en la presentación de 5 proyectos de modificación del Código Civil en materia de matrimonio entre personas del mismo sexo en el Congreso de las Diputados entre años 2001 y febrero de 2003.

### Ámbito político
En 2003 se presentó en sexto lugar en las listas de las elecciones al Ayuntamiento de Madrid, en la lista encabezada por Trinidad Jiménez, siendo desde entonces concejal del Ayuntamiento de Madrid por el PSOE. Su inclusión en la lista municipal socialista le llevó a tomar la decisión de dimitir como presidente de la FELGTB.
Desde el 36.º Congreso del PSOE, celebrado en el mes de julio de 2004, fue miembro de la Ejecutiva Federal del PSOE, como responsable de la Secretaría de Movimientos Sociales y Relaciones con las ONG. Se presentó de nuevo en las elecciones de 2007 al Ayuntamiento de Madrid en quinto lugar en las listas y fue reelegido. Repitió responsabilidades tras la elección de la nueva ejecutiva del PSOE en el 37.º Congreso (2008), cargo que dejó de desempeñar en el 38.º Congreso (2012). Repitió como concejal en el año 2011 en las listas del Ayuntamiento de Madrid por el PSOE, en el décimo puesto.
El 7 de enero de 2014 anunció a los medios de comunicación que en una revisión médica le habían detectado un tumor cancerígeno y seguiría el tratamiento contra la enfermedad sin dejar de lado su trabajo público y su activismo social. Resultó elegido diputado para la X Legislatura de la Asamblea de Madrid en las elecciones de 24 de mayo de 2015 correspondientes. Sin embargo, no llegó a tomar posesión del escaño. El día 9 de junio, precisamente el día en que se constituía la Asamblea, murió en Madrid a causa del cáncer de páncreas que padecía.

## Homenajes póstumos

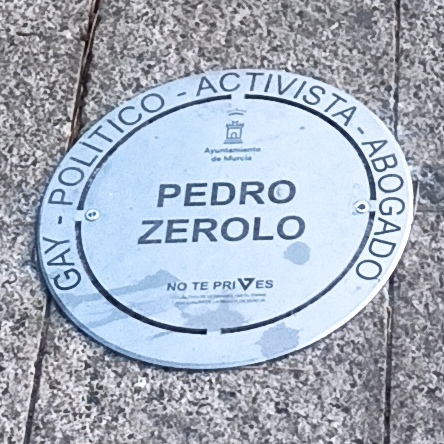
Placa conmemorativa en la Plaza de la Diversidad de la Ciudad de Murcia

- En julio de 2015 el Ayuntamiento de Madrid aprobó cambiar el nombre de la plaza de Vázquez de Mella por el de plaza de Pedro Zerolo, en su homenaje.[11][12]
- El 11 de diciembre de 2015 Radio Club Tenerife - Cadena Ser le concedió, a título póstumo, el "Premio Teide de Oro".[13]
- El 14 de mayo de 2016, en el madrileño barrio de Chueca, la hasta entonces Plaza Vázquez de Mella fue renombrada en su honor como Plaza de Pedro Zerolo.[14] Dicha plaza fue inaugurada el sábado 14 de mayo con la presencia de la alcaldesa de Madrid, Manuela Carmena, el secretario general del PSOE, Pedro Sánchez, la secretaria general del PSOE-Madrid, Sara Hernández y miembros del colectivo LGTBI, como el presidente de la Federación Española LGBT, Jesús Generelo, entre otros.[15]
- También en 2016, la Villa de Adeje en el sur de Tenerife le dedicó una plaza a su nombre.[16]
- La ciudad de Elche le dedicó un jardín.[17]
- Molina de Segura aprobó una moción para dedicarle una plaza o calle a Pedro Zerolo.[18]
- Málaga también le dedicará una plaza o calle próximamente.[19]
- Alcázar de San Juan dedicará un teatro al aire libre en su honor.[20]
- San Cristóbal de La Laguna en Tenerife le dedicará una céntrica calle.[21]

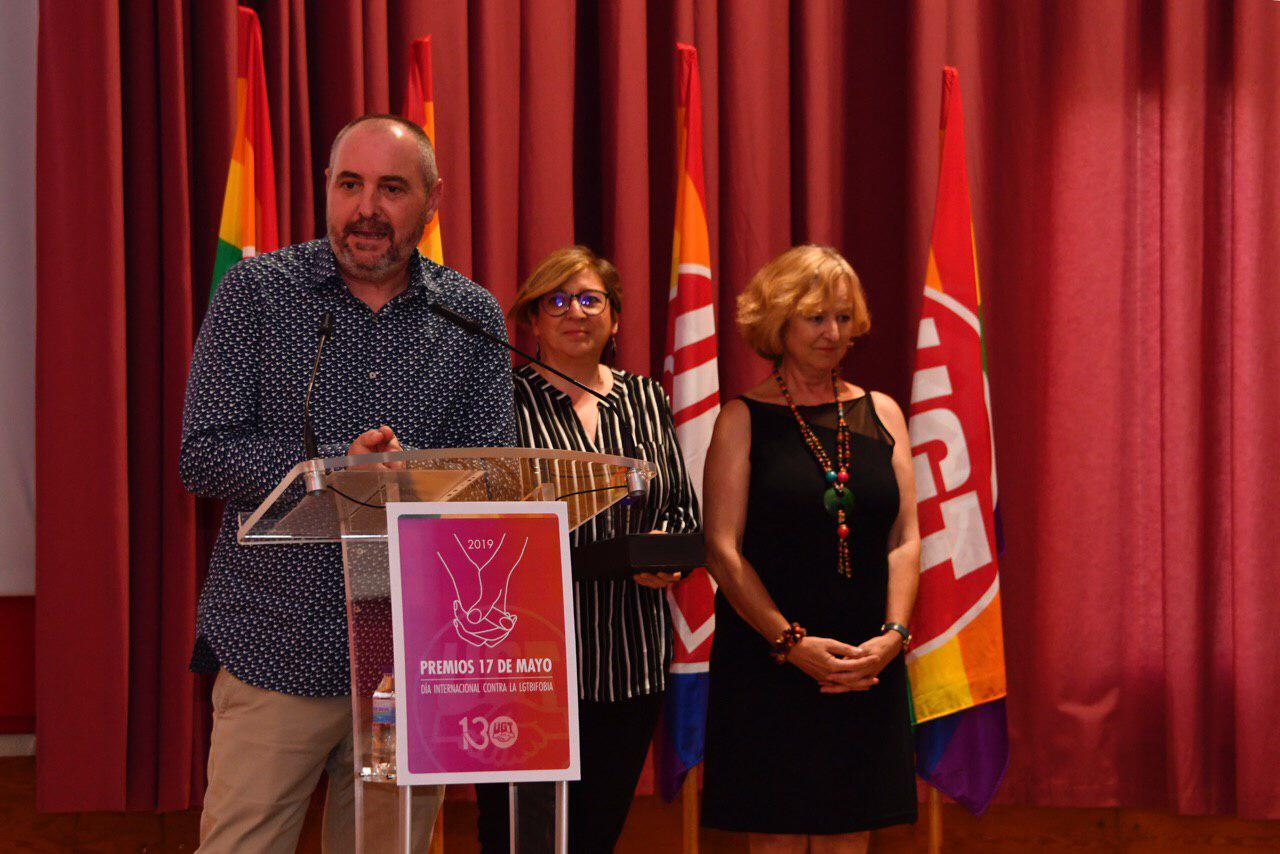
Miguel Ángel Fernández, director ejecutivo de la Fundación Pedro Zerolo y Rosa Laviña recogen el premio "17 de mayo" de la UGT 2019

- El Cabildo de Tenerife declaró a Pedro Zerolo Hijo Ilustre de Tenerife el 14 de junio de 2019.[22]
- El 2 de julio de 2018 el Ayuntamiento de Sevilla nombró la «Plaza Pedro Zerolo» en memoria del político socialista y activista LGBT.[23]
- En 2024, el Ayuntamiento de la Rinconada (Sevilla) dedica una calle en su nombre, situada en la zona céntrica de su bulevar Almonazar.[24]
- En 2025, con motivo del XX aniversario de la aprobación de la ley que permitió el matrimonio igualitario en España, el Consejo de Ministros le otorgó, a título póstumo, la Gran Cruz de la Orden de San Raimundo de Peñafort.[25]

## Fundación Pedro Zerolo
El 20 de julio de 2018 se constituyó la Fundación Pedro Zerolo al objeto de prolongar su activismo igualitario. La fundación está presidida por su viudo Jesús Santos. Miguel Ángel Fernández, es el director ejecutivo de la fundación y Rosa Laviña la secretaria de la organización.
En mayo de 2019 la Fundación recibió el Premio 17 de mayo de la Unión General de Trabajadores por su activismo en la lucha contra todo tipo de discriminaciones que sufren las personas LGTBI y por su compromiso para promover cambios sociales.